# Paratylenchus projectus
Paratylenchus projectus är en rundmaskart. Paratylenchus projectus ingår i släktet Paratylenchus, och familjen Paratylenchidae. Arten är reproducerande i Sverige.